# Старий Камень (Підляське воєводство)
Старий Камень (пол. Stary Kamień) — село в Польщі, у гміні Шепетово Високомазовецького повіту Підляського воєводства.
Населення — 111 осіб (2011).
У 1975-1998 роках село належало до Ломжинського воєводства.

## Демографія
Демографічна структура станом на 31 березня 2011 року:
|          | Загалом | Допрацездатний вік | Працездатний вік | Постпрацездатний вік |
| -------- | ------- | ------------------ | ---------------- | -------------------- |
| Чоловіки | 61      | 17                 | 36               | 8                    |
| Жінки    | 50      | 9                  | 26               | 15                   |
| Разом    | 111     | 26                 | 62               | 23                   |